# Sextus Pompeius Festus
Sextus Pompeius Festus was een Romeins schrijver en taalkundige uit de 2e eeuw n.Chr.
Toen ten tijde van Augustus veel uitdrukkingen bij de oude schrijvers door het destijds zeer veranderde spraakgebruik onverstaanbaar begonnen te worden, schreef de geleerde en in zijn tijd algemeen geachte taal- en oudheidkundige Marcus Verrius Flaccus een uitvoerig werk onder de titel De significatione verborum, waarin hij in alfabetische volgorde verouderde woorden verklaarde, maar ook de betekenis van de oudste staatsinstellingen en godsdienstige gebruiken met grote geleerdheid ophelderde.
Uit dit werk maakte de taalkundige Sextus Pompeius Festus, waarschijnlijk onder de latere keizers, een uittreksel in twintig boeken onder dezelfde titel. Dit beantwoordde beter aan de behoeften van die tijd dan het uitvoerige werk van Verrius en verdrong Verrius weldra geheel.
Het uittreksel van Festus werd door Paulus Diaconus onder het regime van Karel de Grote opnieuw samengevat, waaruit de geleerde uitweidingen, die ook in het boek van Festus nog bewaard waren gebleven, geheel en al werden weggelaten en waarin slechts korte verklaringen van bijzondere uitdrukkingen, meestal met de eigen woorden van Festus, werden teruggevonden.
Slechts het laatste uittreksel (dat van Paulus Diaconus) bezitten wij in zijn geheel, van dat van Festus niets dan grote brokstukken, die in één enkel, zeer beschadigd 11e-eeuws manuscript - de zogenaamde Codex Farnesianus in Napels - zijn bewaard van groot belang zijn wegens een menigte uitgezochte taal- en oudheidkundige opmerkingen.

## Referentie
- art. Festus, Sextus Pompejus, in F. Lübker - trad. ed. J.D. Van Hoëvell, Classisch Woordenboek van Kunsten en Wetenschappen, Rotterdam, 1857, pp. 367- 368.